# Johannes Egermann
Johannes Egermann (* 14. Oktober 1892 in Oberhausen; † 2. Januar 1955 in Kamp-Lintfort) war ein deutscher Kommunalpolitiker und ehrenamtlicher Landrat (SPD).

## Leben und Beruf
Nach dem Schulbesuch war er als Bergmann bis 1945 auf der Zeche Friedrich Heinrich beschäftigt. Von 1946 bis 1954 war Egermann Gewerkschaftsfunktionär bei der IG Bergbau in Moers. Er war verheiratet und hatte drei Kinder.
Dem Kreistag des ehemaligen Landkreises Moers gehörte er von 1946 bis 1948 und von 1951 bis 1954 an. Vom 4. November 1946 bis zum 8. November 1948 war er Landrat des Landkreises Moers. Von 1945 bis 1950 und von 1952 bis 1954 war Egermann Mitglied des Stadtrates der Stadt Kamp-Lintfort.